# Unterseeboot UC-49
Pour les autres navires du même nom, voir Unterseeboot 49.
L'Unterseeboot UC-49 est un sous-marin (U-Boot) mouilleur de mines allemand de type UC II utilisé par la Kaiserliche Marine pendant la Première Guerre mondiale. Le U-boot a été commandé le 20 novembre 1915 et lancé le 7 novembre 1916. Il a été mis en service dans la marine impériale allemande le 2 décembre 1916 sous le nom de UC-49. En 13 patrouilles, l'UC-49 a coulé 26 navires, soit par ses torpilles, soit par les mines qu’il avait posées. L'UC-49 a été coulé par une mine au large des côtes des Flandres le 14 août 1918.

## Conception
Sous-marin de type UC II, l'UC-49 avait un déplacement de 434 tonnes en surface et de 491 tonnes en plongée. Il avait une longueur hors tout de 49,69 m, un maître-bau de 5,22 m et un tirant d'eau de 3,64 m. Le sous-marin était propulsé par deux moteurs diesel 6 cylindres à quatre temps produisant chacun 290 à 300 ch (210 à 220 kW), soit un total de 580 à 600 ch (430 à 440 kW), et par deux moteurs électriques produisant 620 ch (460 kW), actionnant deux arbres d'hélice.
Le sous-marin avait une vitesse maximale de 11,8 nœuds (21,9 km/h) en surface et de 7,2 nœuds (13,3 km/h) en immersion. Son autonomie était de 8820 à 9449 milles marins (16330 à 17490 km) à 7 nœuds (13 km/h) en surface, et de 56 milles marins (104 km) à 4 nœuds (7,4 km/h) en immersion. Il lui fallait 48 secondes pour plonger, et il était capable d’opérer à une profondeur maximale de 49 mètres.
L'UC-49 était équipé de trois tubes lance-torpilles de 490 mm, un à l’arrière et deux à l’avant, avec sept torpilles, et d’un canon de pont de 8,8 cm SK L/30. Mais son arme principale était ses six puits de mine de 1000 mm portant dix-huit mines UC 200. Son effectif était de vingt-six membres d’équipage.

## Affectations
- I Flottille : du 1er mars 1917 au 22 mai 1918
- Flottilles des Flandres II : du 22 mai au 14 août 1918

## Commandants
- Kapitänleutnant Karl Petri : du 2 décembre 1916 au 21 avril 1917
- Oberleutnant zur See Alfred Arnold : du 22 avril au 17 mai 1917
- Kptlt. Karl Petri : du 18 mai au 2 novembre 1917
- Oblt.z.S. Hans Kükenthal : du 3 novembre 1917 au 14 août 1918

## Navires coulés
| Date             | Nom              | Nationalité           | Tonnage | Destin    |
| ---------------- | ---------------- | --------------------- | ------- | --------- |
| 3 mai 1917       | Helge            | Danemark              | 162     | Coulé     |
| 7 mai 1917       | Tore Jarl        | Norvège               | 1256    | Coulé     |
| 9 mai 1917       | Windward Ho      | United Kingdom        | 226     | Coulé     |
| 14 mai 1917      | Bel Lily         | United Kingdom        | 168     | Coulé     |
| 17 juin 1917     | Tosto            | Norvège               | 1234    | Coulé     |
| 22 juillet 1917  | Cotovia          | United Kingdom        | 4020    | Coulé     |
| 23 juillet 1917  | HMS Otway        | Royal Navy            | 12077   | Coulé     |
| 24 juillet 1917  | Blake            | United Kingdom        | 3740    | Coulé     |
| 25 juillet 1917  | Dea              | Norvège               | 1109    | Coulé     |
| 25 août 1917     | Nascent          | United Kingdom        | 4969    | Coulé     |
| 2 septembre 1917 | HMS Dundee       | Royal Navy            | 2187    | Coulé     |
| 21 octobre 1917  | Bunty            | United Kingdom        | 73      | Coulé     |
| 8 décembre 1917  | Maindy Bridge    | United Kingdom        | 3653    | Coulé     |
| 3 janvier 1918   | HMW Blackwhale   | Royal Navy            | 237     | Coulé     |
| 24 janvier 1918  | Fylgia           | Suède                 | 1741    | Coulé     |
| 24 janvier 1918  | Jönköping 2      | Suède                 | 1274    | Coulé     |
| 9 février 1918   | Maggie Smith     | United Kingdom        | 24      | Coulé     |
| 21 février 1918  | Bør              | Norvège               | 1149    | Coulé     |
| 21 février 1918  | Reaper           | United Kingdom        | 91      | Coulé     |
| 24 février 1918  | Amsterdam        | United Kingdom        | 806     | Coulé     |
| 1 mai 1918       | Samsö            | Danemark              | 324     | Coulé     |
| 10 juin 1918     | Mountby          | United Kingdom        | 3263    | Coulé     |
| 13 juin 1918     | HMS Patia        | Royal Navy            | 6103    | Coulé     |
| 22 juin 1918     | Rhea             | United Kingdom        | 1308    | Coulé     |
| 3 août 1918      | HMAT Warilda     | Royal Australian Navy | 7713    | Coulé     |
| 8 août 1918      | Portwood         | United Kingdom        | 2241    | Endommagé |
| 13 août 1918     | City of Brisbane | United Kingdom        | 7138    | Coulé     |